# La Maison du péril (pièce de théâtre)
Pour les articles homonymes, voir La Maison du péril (homonymie).
La Maison du péril (Peril at End House) est une pièce de théâtre policière d'Arnold Ridley de 1940, adaptée du roman La Maison du péril d'Agatha Christie de 1932.

## Historique de la pièce
En 1940, Arnold Ridley adapte le roman La Maison du péril d'Agatha Christie de 1932 pour le théâtre. La première a lieu le 2 janvier 1940, puis la pièce s'installe au Vaudeville Theatre (en) dans le West End de Londres. C'est la deuxième fois que Francis L. Sullivan incarne Hercule Poirot au théâtre, après Black Coffee en 1930.

## Distribution
Distribution originale de 1940 :
AdaptationArnold Ridley
Metteur en scèneAR Whitmore
Comédiens
- Francis L. Sullivan : Hercule Poirot
- Ian Fleming : Capitaine Arthur Hastings
- Wilfred Fletcher : Un étranger
- Donald Bisset : Henry
- Tully Comber : Terry Ord
- Phoebe Kershaw : Frances Rice
- Olga Edwards : "Nick" Buckley
- William Senior : Commander Challenger
- Beckett Bould : Stanley Croft
- Josephine Middleton : Ellen
- Isabel Dean : Maggie Buckley